# Torobayo
Torobayo es un sector semirrural ubicado en el extremo suroeste del radio urbano de la ciudad de Valdivia, Chile Está rodeado por el río Cruces y el río Valdivia y su acceso principal es a través del Puente Cruces o por la ruta que bordea el río Calle-Calle. Se encuentra aproximadamente a 8 km del centro de la ciudad.

## Origen y Colonización Alemana
Torobayo tiene sus raíces en la colonización alemana del siglo XIX. A mediados de 1850, muchos colonos alemanes llegaron a Valdivia tras un plan de colonización impulsado por el gobierno chileno. Estos colonos, además de establecerse en Valdivia, se expandieron a las áreas circundantes como Torobayo, donde encontraron tierras fértiles para la agricultura y la ganadería. Torobayo mantuvo su carácter rural por muchos años, con fincas y parcelas que aún existen.
Su nombre proviene de las tierras históricamente utilizadas para la ganadería y la agricultura, y con el tiempo se ha transformado en una mezcla de área residencial y turística.

## Infraestructura y Servicio
La zona es reconocida por la Cerveceria Kunstmann un importante atractivo turístico. En esta se encuentra la fábrica, la cervecería, además de un restaurante que recibe muchos visitantes al año donde pueden encontrar las cervezas artesanales y la gastronomía típica del sur de Chile.

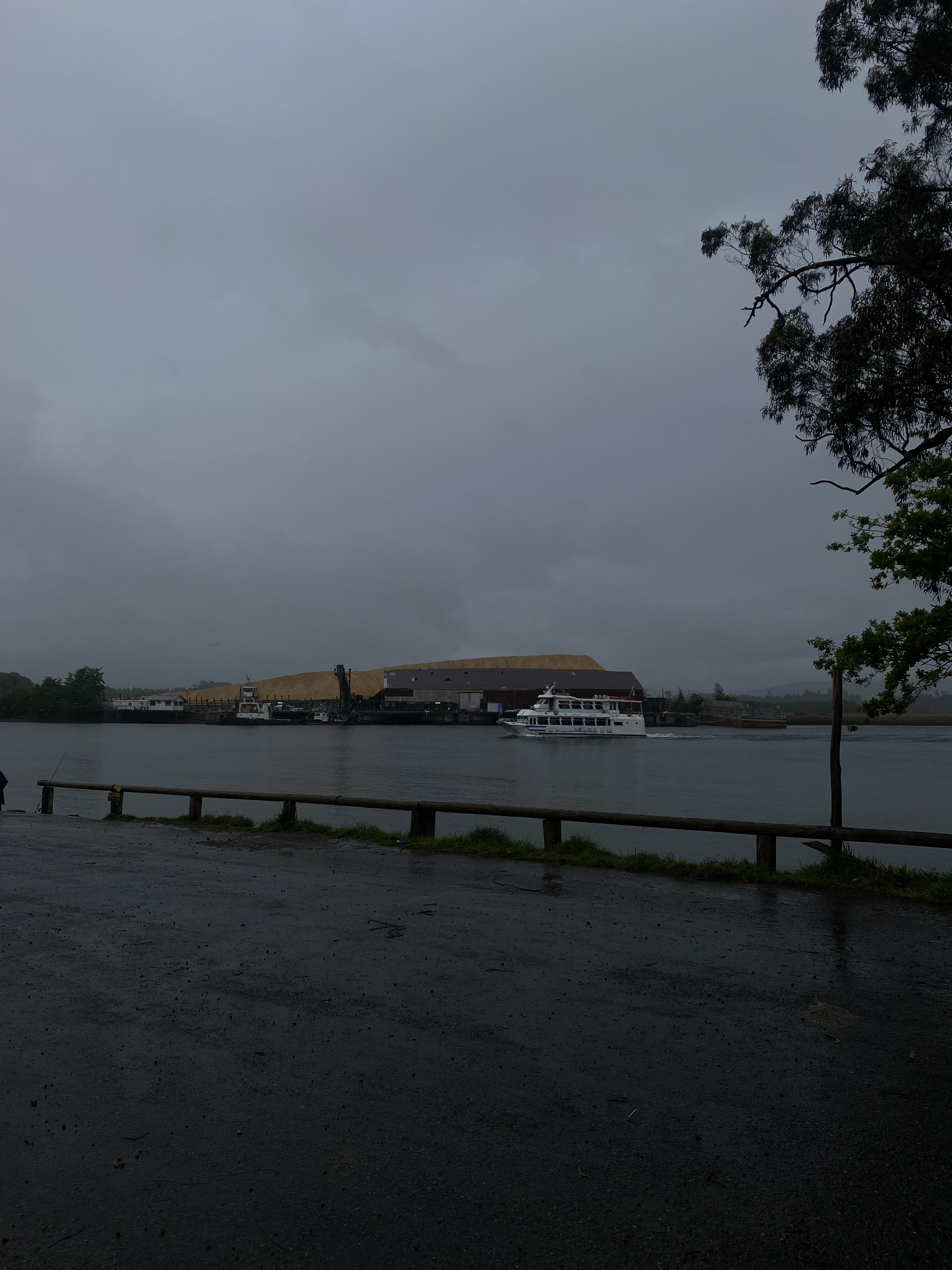
Muelle Ubicado en Torobayo

Dentro del área se encuentra la playa Alto del Cruce con senderos alrededor del río Calle-Calle. También cuenta con el Puerto Torobayo, un pequeño embarcadero que permite el acceso al río. En esta área además se encuentra el Colegio San Luis de Alba, instituto de formación principalmente de religión católica, que cuenta con estudios de enseñanza básica y enseñanza media.
En los últimos años, en Torobayo se ha visto un aumento en proyectos inmobiliarios. Este crecimiento ha generado preocupación entre los vecinos por el impacto que puede tener en el paisaje natural y los servicios básicos. Específicamente, los residentes han cuestionado la falta de acceso a infraestructura como el agua potable, lo que ha provocado debates sobre la sostenibilidad de estos proyectos.
Torobayo se mantuvo apartado de la vida de la ciudad, siendo un mero terreno agrícola, hasta que en el año 1987 fue unido a la Isla Teja mediante el Puente Cruces, que conecta a Valdivia con Niebla y el resto de los poblados de la costa.
Desde Torobayo sale un ramal de camino ripiado que lleva a la localidad fluvial de Punucapa y a la costa hasta Curiñanco y el Parque Oncol. 

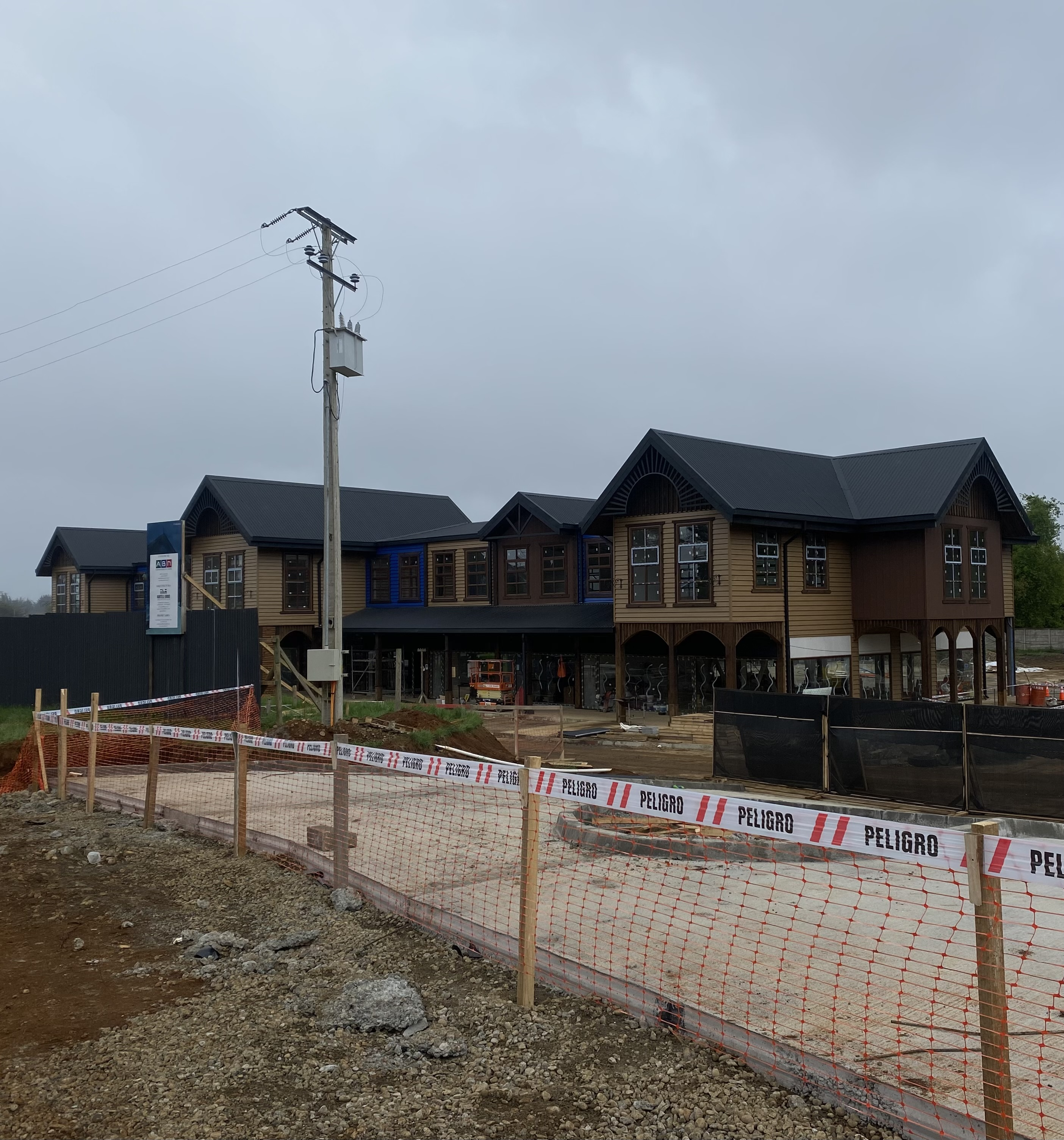
Centro comercial en construcción

Actualmente está en construcción un nuevo centro urbano, pensando en los habitantes del sector. Espaciobayo tiene confirmado actualmente 5 locales como Entrelagos, Cruz verde, Clínica alemana, entre otros. El Centro Comercial contará con más de 50 estacionamientos gratuitos y su objetivo es conectar con los miles de personas que diariamente circulan desde Valdivia a la costa. El centro urbano estaría siendo inaugurado en el verano de 2025.